# Dolenjska narečna skupina
Dolenjska narečna skupina (dolenjščina) je skupina tesno povezanih narečij slovenskega jezika, ki se govorijo na področju osrednje Dolenjske in vzhodne Notranjske. Na področju zgodovinske Dolenjske sta ob slovenskem jeziku sicer dolga stoletja živela tudi jezik Kočevskih Nemcev (na območju okoli Kočevja) in različni južnoslovanski govori srbskih beguncev pred Turki, Uskokov (v Beli Krajini). Po izgonu Kočevarjev ob koncu 2. svetovne vojne so se na Kočevskem ob preostalih staroselcih naselili tudi priseljenci iz drugih delov Slovenije in ostalih republik bivše Jugoslavije, zato je današnje kočevsko podnarečje izrazito mešano. Govor južnoslovanskih Uskokov pa je skozi stoletja pustil neizbrisne sledi v današnjem belokranjskem narečju.

## Posamezna narečja in podnarečja
- dolenjsko narečje (dolenjščina[2])
  - vzhodnodolenjski govor (vzhodna dolenjščina[2])
- severnobelokranjsko narečje
- južnobelokranjsko narečje (južna belokranjščina[3])
- kostelsko narečje (kostelska belokranjščina,[3] kostelščina[4])